# Goifa fasciata
Goifa fasciata är en insektsart som beskrevs av Irena Dworakowska 1977. Goifa fasciata ingår i släktet Goifa och familjen dvärgstritar.
Artens utbredningsområde är Vietnam. Inga underarter finns listade i Catalogue of Life.